# Skagen
Skagen Dánia legészakibb városa, a Nørrejyske Ø (Jylland része) északi csúcsán. Nevét arról a földnyelvről (Skagens Odde) kapta, amely a Skagerrak és a Kattegat közé nyúlik be. Közigazgatásilag Frederikshavn községhez, azon keresztül pedig Nordjylland régióhoz tartozik. A város Dánia legnagyobb halászkikötője, valamint a turizmus is jelentős, évi mintegy kétmillió látogatóval.

## Története
A település felemelkedése a középkorban a heringhalászattal kezdődött. A 19. század végén a dán festők körében népszerűvé váltak az itteni tengerpart különleges fényei, kialakult a skageni festők később nagy hírűvé vált csoportja.

## Múzeumok

### Michael og Anna Anchers Hus
Michael és Anna Ancher háza. Lányuk, Helga Ancher 1964-es halálakor örökül hagyta egy alapítványra, ezután múzeumot alakítottak ki benne. A ház eredeti bútorzata és a festmények az Ancher családot és a skageni festők korát idézik fel. 
1989-ben egy alapítvány megvásárolta a szomszédos régi épületet is, és azt is a múzeumhoz csatolták. Ebben a helyi Saxild család lakott a 18. század végétől 1959-ig. Keleti szárnyában 1810 és 1919 között pékség működött.

### Skagen By- og Egnsmuseum
Ez a „Skageni városi és körzeti múzeum” nevű szabadtéri múzeum a város és a környék lakóépületeinek múltját mutatja be. 1927-ben alapították a város polgárai. 2009-ben csatlakozott a környék más, a helyi kulturális örökséget bemutató intézményaihez „Nordjyllands Kystmuseum” néven.

### Drachmanns Hus
Holger Drachmann író és festő háza, aki 1871-től rendszeresen látogatta Skagent, majd 1902-től 1908-ig, haláláig ebben a házban élt.

### Skagen Bamsemuseum
Ez Skandinávia egyetlen teddy bear múzeuma, magángyűjtemény a város központjában. Az 1998-ban megnyílt kollekció körülbelül ezer különböző játékmacit foglal magába, sok közülük történelmi ritkaság.

### Skagen Odde Naturcenter
A skageni félsziget természeti szépségeit, a tenger, a homok, a szél és a fény összjátékát bemutató modern kiállítóhely. Ez a félsziget és ezzel Dánia legészakibb építménye. Tervezője Jørn Utzon dán építész, akinek leghíresebb munkája a Sydney-i Operaház volt.

## Fordítás
- Ez a szócikk részben vagy egészben a Skagen című angol Wikipédia-szócikk ezen változatának fordításán alapul.  Az eredeti cikk szerkesztőit annak laptörténete sorolja fel. Ez a jelzés csupán a megfogalmazás eredetét és a szerzői jogokat jelzi, nem szolgál a cikkben szereplő információk forrásmegjelöléseként.